# Lipopeptydy
Lipopeptydy – organiczne związki chemiczne składające się z części peptydowej i lipidowej. Wiele z naturalnych i syntetycznych lipopeptydów wykazuje aktywność biologiczną. Naturalne lipopeptydy są syntezowane drogą nierybosomalną w komórkach bakterii oraz grzybów, w trakcie przemian różnych związków organicznych.

## Budowa
Cząsteczki lipopeptydów zbudowane są z cyklicznej lub liniowej części peptydowej oraz kowalencyjnie przyłączonego do niej łańcucha lipidowego lub innej cząsteczki lipofilowej. Ze względu na swoją budowę mają właściwości amfifilowe, to znaczy, że zawierają ugrupowania hydrofobowe – część lipidową, jak i hydrofilowe – część peptydową. Cyklizacja części peptydowej lipopeptydów znacznie wpływa na ochronę przez proteolizą.

## Zastosowanie

### Antybiotyki lipopeptydowe
Wiele lipopeptydów to antybiotyki należące do klasy peptydów przeciwdrobnoustrojowych o szerokim spektrum działania przeciwbakteryjnego. Pierwszy lipopeptyd o właściwościach przeciwdrobnoustrojowych, czyli polimyksyna A został odkryty i wyizolowany w 1949 r. z bakterii glebowej Bacillus polymyxa. Mechanizm działania lipopetydów opiera się na dezintegracji błony komórkowej drobnoustrojów, co prowadzi do powstania defektów w jej strukturze, a w efekcie do utraty potencjału błonowego oraz redukcji zdolności syntezy ATP, co w konsekwencji prowadzi do śmierci komórki.
Daptomycyna jest powszechnie stosowanym, naturalnie występującym, cyklicznym lipopeptydem. Jest stosowana jako lek w Stanach Zjednoczonych w leczeniu ogólnoustrojowych i zagrażających życiu zakażeń wywołanych przez bakterie Gram-dodatnie. Wykazuje aktywność przeciwko klinicznie opornym patogenom, takim jak gronkowiec złocisty oporny na metycylinę (MRSA), enterokoki oporne na wankomycynę (VRE), średniowrażliwe na glikopeptydy S. aureus (GISA), koagulazo-ujemne gronkowce (CNS) i oporny na penicylinę Streptococcus pneumoniae (PRSP).
Inną grupą antybiotyków lipopeptydowych są polimyksyny B i E. Pozwalają one zwalczać antybiotykooporne bakterie Gram-ujemne, a ich działanie polega na uwrażliwieniu bakterii na działanie antybiotyków skutecznych przeciw bakteriom Gram-dodatnim, gdyż umożliwiają ich przeniknięcie przez błonę komórkową. Ich wadą jest neuro- i nefrotoksyczność.
Oktapeptyny są uważane za kolejną obiecującą grupę lipopeptydów przeciwbakteryjnych. Zostały opracowane w latach 70. XX wieku. Wykazują dobrą aktywność przeciwko bakteriom Gram-dodatnim, drożdżom i grzybom, mają lepsze działanie przeciwdrobnoustrojowe przeciwko opornym na polimyksynę bakteriom Gram-ujemnym, a potencjalnie oktapeptyna C4 ma zmniejszoną nefrotoksyczność w porównaniu z polimyksyną B i E. Wadą jest to, że jej skuteczność in vivo jest raczej słaba, najprawdopodobniej z powodu dużego wiązania z białkami osocza. Innym członkiem tej grupy jest oktapeptyna B5, która wykazuje działanie bakteriobójcze na bakterie Gram-ujemne, w tym wielolekooporne i skrajnie lekooporne izolaty kliniczne.
Echinokandyny stanowią klasę lipopeptydów o właściwościach przeciwgrzybiczych, są inhibitorami syntezy enzymu β(1,3)-D-glukanu. Wszystkie cząsteczki w zastosowaniu klinicznym oraz na etapie badań rozwojowych to amfifilowe cykliczne heksapeptydy z N-połączonym łańcuchem bocznym acylolipidu i masą cząsteczkową około 1200 Da. Echinokandyny zostały wyizolowane po raz pierwszy ze szczepu Aspergillus ruglosus i Aspergillus nidulans i charakteryzują się silnym działaniem przeciwgrzybiczym i przeciwdrożdżowym.
Pierwszym zarejestrowanym lekiem z grupy echinokandyn była półsyntetyczna kaspofungina, która pozyskiwana jest z grzyba Glarea lozoyensis. Jest przeznaczona do leczenia inwazyjnej aspergilozy.

Daptomycyna
Polimyksyna E
Echinokandyna B
Kaspofungina

#### Prace rozwojowe
Ze względu na stale rosnącą antybiotykooporność bakterii poszukiwane są nowe, często syntetyczne, lipopeptydy. Jednym z przykładów są związki zbudowane z tetrapeptydu sprzężonego z kwasami tłuszczowymi o różnych długościach łańcucha. Wpływają one na modelowe błony komórek bakteryjnych, zarówno bakterii Gram-ujemnych, jak i Gram-dodatnich, oraz wykazują stosunkowo niski poziom aktywności hemolitycznej.

### Lipopeptydy w przemyśle kosmetycznym
Lipopeptydy są stosowane w przemyśle kosmetycznym ze względu na swoje wyjątkowe właściwości powierzchniowe (obniżają napięcie międzyfazowe, w szczególności napięcie powierzchniowe wody), działają przeciwzmarszczkowo oraz nawilżająco na skórę.
Surfaktyna jest najbardziej aktywnym biosurfaktantem o doskonałych właściwościach. Znajduje zastosowanie dermatologiczne – stosuje się ją miejscowo. Surfaktyny są wysoce biokompatybilne i bardzo mało cytotoksyczne dla komórek ssaków. Niektóre firmy wykorzystują ją także w kosmetykach myjących.
Kilka firm z siedzibą w USA wprowadziło na rynek produkty anti-aging zawierające lipopeptydy. Właściwości lipopeptydów bezpośrednio pomagają stymulować produkcję kolagenu i elastyny. Dodatek antyoksydantu w kosmetykach to najskuteczniejszy sposób na opóźnienie peroksydacji lipidów. Przeciwutleniacze chronią skórę przed wolnymi rodnikami, a co za tym idzie, sprawiają, że skóra jest gładsza i bardziej miękka. Dodatkowo dzięki swoim właściwościom przeciwbakteryjnym zabezpieczają skórę przed rozwojem bakterii, co przekłada się na bezpieczeństwo produktów kosmetycznych.

### Lipopeptydy w przemyśle spożywczym
W przemyśle spożywczym lipopeptydy są wykorzystywane jako emulgatory w przetwarzaniu surowej żywności.
W piekarnictwie surfaktyny i ramnolipidy służą do zapewnienia trwałości, struktury i objętości wypieków. W przypadku wypieku muffinów i croissantów zaleca się dodatek 0,10% ramnolipidu w celu poprawy zawartości wilgoci, konsystencji i zachowania świeżości przez dłuższy czas. Lipopeptydy zapobiegają również korozji powierzchni ze stali nierdzewnej.